# Satoshi Tsunami
Satoshi Tsunami, född 14 augusti 1961 i Tokyo prefektur, Japan, är en japansk tidigare fotbollsspelare.